# Championnats du monde d'escrime 1950
Navigation
Édition précédente Édition suivante
Les VIe championnats du monde d'escrime se déroulent à Monaco.

## Résultats
| Épreuves                               | Or | Argent                                                                                              | Bronze |
| -------------------------------------- | --- | --------------------------------------------------------------------------------------------------- | --- |
| Épée                                   | | | |
| Hommes individuel résultats détaillés  | Mogens Lüchow | Carl Forssell                                                                                       | Dario Mangiarotti |
| Hommes par équipes résultats détaillés | Italie- Giorgio Anglesio - Giuseppe Delfino - Edoardo Mangiarotti - Dario Mangiarotti - Fiorenzo Marini - Carlo Pavesi | France- René Bougnol - Jéhan de Buhan - Henri Guérin - Maurice Huet - Claude Nigon - Michel Pécheux | Suède- Ingemar Bondeson - Per Carleson - Sven Fahlman - Carl Forssell - Berndt-Otto Rehbinder - Nils Rydström              |
| Fleuret                                | | | |
| Hommes individuel résultats détaillés  | Renzo Nostini | Jéhan de Buhan                                                                                      | Jacques Lataste |
| Hommes par équipes résultats détaillés | Italie- Manlio Di Rosa Edoardo Mangiarotti Alessandro Mirandoli Renzo Nostini Giorgio Pellini Saverio Ragno            | France- René Bougnol Jéhan de Buhan Christian d'Oriola Jacques Lataste Adrien Rommel Claude Netter  | Royaume d'Égypte- Osmane Abdel Hafiz Salah Dessouki Roland Steinauer Hassan Hosni Taoufik Mahmoud Younes Mohamed Zoulficar |
| Femmes individuel résultats détaillés  | Ellen Müller-Preis Renée Garilhe                                                                                       | | Frederike Filz |
| Femmes par équipes résultats détaillés | France- Jacqueline Baudot - Odette Drand - Renée Garilhe - Françoise Guittet - Lylian Guyonneau                        | Danemark- Solveig Jørgensen Edith Knudsen Kate Mahaut Grete Olsen Ulla Barding                      | Grande-Bretagne- Elizabeth Carnegy Arbuthnott Caroline Drew Mary Glen Haig Gillian Sheen Margaret Somerville               |
| Sabre                                  | | | |
| Hommes individuel résultats détaillés  | Jean Levavasseur | Vincenzo Pinton                                                                                     | Gastone Darè |
| Hommes par équipes résultats détaillés | Italie- Gastone Darè Arturo Ferrando Roberto Ferrari Aldo Montano Vincenzo Pinton Mauro Racca                          | France- Jacques Lefèvre Jean Levavasseur Jean Parent Maurice Piot Jean-François Tournon             | Royaume d'Égypte- Ahmed Abou-Shadi Salah Dessouki Mohamed Abdel Rahman Roland Steinauer Mahmoud Younes Mohamed Zulficar    |

## Tableau des médailles
| Rang | Nation          | Or | Argent | Bronze | Total |
| ---- | --------------- | -- | ------ | ------ | ----- |
| 1    | Italie          | 4  | 1      | 2      | 7     |
| 2    | France          | 3  | 4      | 1      | 8     |
| 3    | Danemark        | 1  | 1      | 0      | 2     |
| 4    | Autriche        | 1  | 0      | 1      | 2     |
| 5    | Suède           | 0  | 1      | 1      | 2     |
| 6    | Égypte          | 0  | 0      | 2      | 2     |
| 7    | Grande-Bretagne | 0  | 0      | 1      | 1     |